# 舊鯊齒龍屬
舊鯊齒龍屬是獸腳亞目恐龍的一属，屬於鯊齒龍科，生存於侏羅紀晚期的坦尚尼亞，是已知生存時代最早的鯊齒龍科恐龍。

## 發現過程

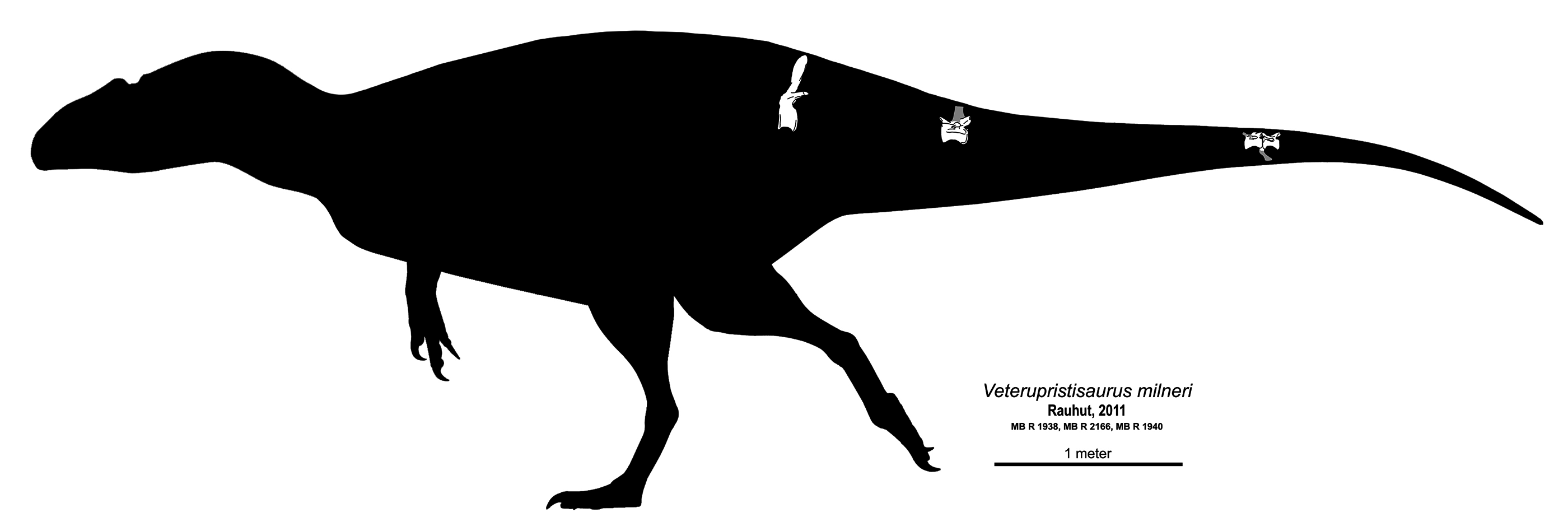
舊鯊齒龍迄今已發現的骨骼部位

舊鯊齒龍的正模標本（編號MB R 1938）是數節關節脫落的尾椎，位於尾椎中段。在正模標本的挖掘地點，另發現一節前段尾椎（編號MB R 1940）、兩節後段尾椎（編號MB R 2166），有可能跟正模標本都來自於同一個體。化石是在1909到1912年間發現於德屬東非（目前的坦尚尼亞）東南部，詳細地點是敦達古魯組（Tendaguru Formation）地層的中恐龍段，地質年代約1億5400萬到1億5000萬年前，相當於侏羅紀晚期的晚啟莫里階到早提通階。舊鯊齒龍的標本，目前都存放在柏林自然科學博物館。在1925年，德國古生物學家沃納·詹尼斯（Werner Janensch）將這些化石歸類於角鼻龍的一種（Ceratosaurus roechlingi）。由於缺乏可供鑑定特徵，這個種後來被視為疑名，只能確定屬於堅尾龍類。

## 命名與詞源
在2011年，奧利佛·勞赫（Oliver Rauhut）重新研究這些東非化石，並命名為新屬舊鯊齒龍（Veterupristisaurus）。模式種是米氏舊鯊齒龍（V. milneri）。屬名意為「古老的鯊魚蜥蜴」，意指舊鯊齒龍是已知生存時代最早的鯊齒龍科恐龍；種名則是紀念古生物學家Angela C. Milner。

## 敘述
舊鯊齒龍是種大型獸腳類恐龍。鯊齒龍正模標本的長度約12.3公尺，其近親高棘龍的化石較為完整，研究人員根據高棘龍的身體比例，推測舊鯊齒龍的身長約8.5到10公尺之間。但是，目前無法判斷舊鯊齒龍的正模標本是否為成年個體。舊鯊齒龍的鑑定特徵是︰中段尾椎的前椎骨關節突椎板，向前延伸至前椎骨關節突的基部中段；前椎骨關節的兩側延伸出短的平行椎板，接觸到前面一節尾椎的側面。奧利佛·勞赫根據這個自衍徵，推測舊鯊齒龍屬於鯊齒龍科，並跟高棘龍的姊妹分類單元。
到目前為止，敦達古魯組已發現至少7屬獸腳類恐龍，例如：舊鯊齒龍、輕巧龍、角鼻龍、以及暫時被歸類於斑龍、異特龍的可疑化石。敦達古魯組的恐龍群組成，較為類似白堊紀南方各大陸的恐龍群組成，跟同時期北美洲莫里遜組較不類似，顯示南方各大陸的生態系統有某種程度的連續關係。

## 外部連結
- 舊鯊齒龍的簡介[永久]